# Discurso de Navidad de 1942 de Pío XII

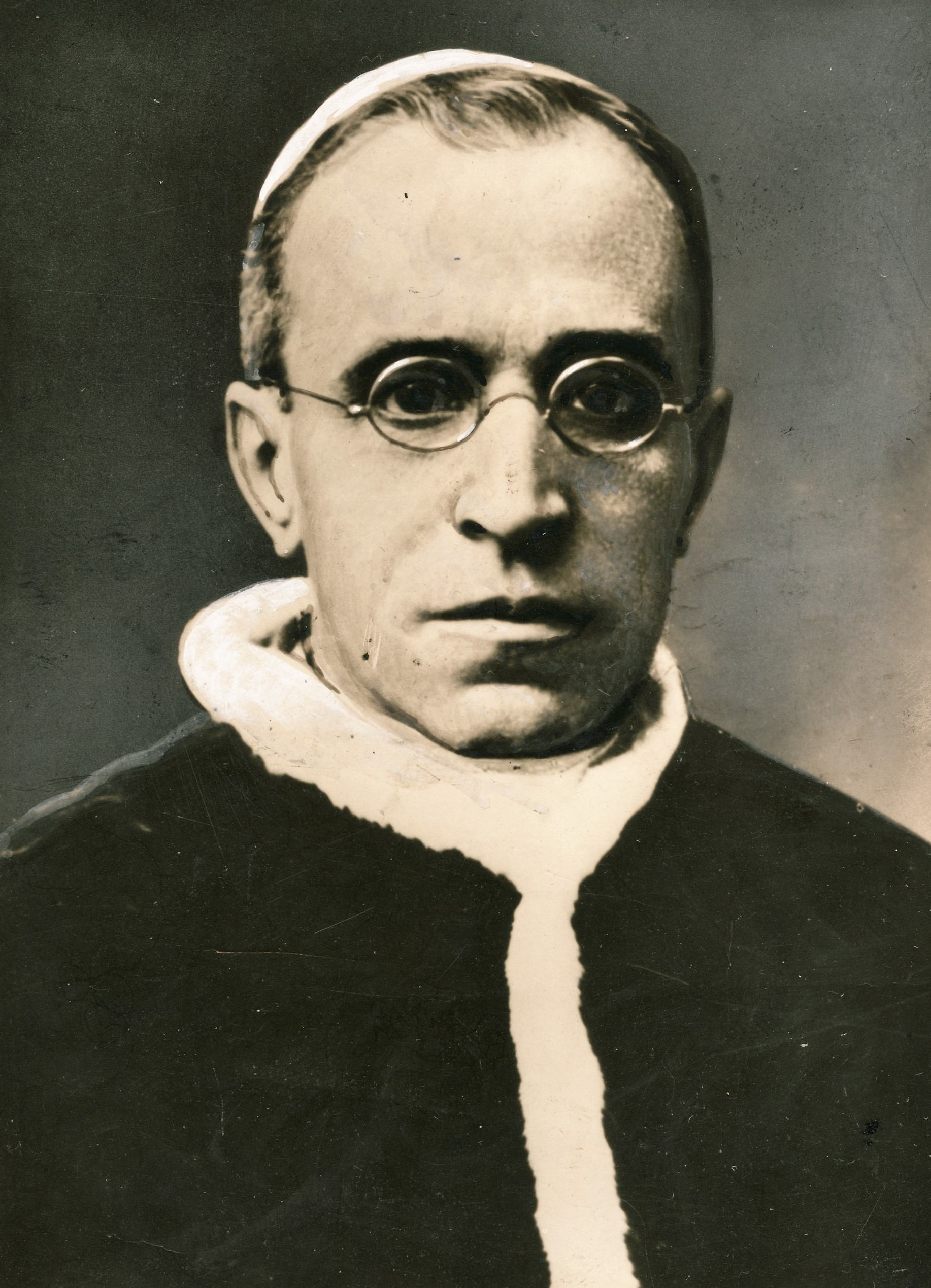
El papa Pío XII en 1942.

El Discurso de Navidad de 1942 fue un discurso pronunciado por el papa Pío XII en Radio Vaticano el 24 de diciembre de 1942. Se destaca por su denuncia del exterminio de personas por razón de su raza o nación.

## Contenido
El discurso de Navidad de 1942 tenía 26 páginas y más de 5000 palabras y tardó más de 45 minutos en pronunciarse. La mayor parte del discurso se refirió en general a los derechos humanos y la sociedad civil. Según Rittner y Roth, «siempre uno para elegir las palabras con cuidado, Pío escribió varios borradores antes de haber elaborado exactamente lo que quería decir en esa Nochebuena en particular». Phayer escribió que el discurso fue «elaborado para adaptarse a las circunstancias tal como él las vio, es decir, abordó principios y omitió detalles». Hablando sobre el 50 aniversario de la muerte de Pío XII en 2008, el papa alemán Benedicto XVI recordó que la voz del pontífice había sido «quebrada por la emoción» al «deplorar la situación» con una «clara referencia a la deportación y exterminio de los judíos».

El papa abordó el tema de las persecuciones raciales en los siguientes términos:
La humanidad debe este voto a aquellos cientos de miles que, sin culpa alguna de su parte, a veces sólo por su nacionalidad o raza, han sido condenados a la muerte o a una lenta decadencia [traducido también: "marcado para la muerte o extinción gradual"]. 
Rittner y Roth las describieron como las «palabras fundamentales que siguen siendo uno de los puntos críticos clave en la controversia relacionada con el Holocausto que continúa girando a su alrededor», y llegaron casi al final del discurso. Phayer, Rittner y Roth consideran significativo que Pío XII no se dirigiera a los perpetradores o víctimas por su nombre. Tampoco mencionó a los judíos o el antisemitismo.

## Contexto
La Iglesia católica había dado condenas del racismo nazi desde los primeros días del movimiento nazi. El discurso se pronunció poco después de que la guerra se volviera decisiva contra la Alemania nazi. Adolf Hitler había roto su alianza con Stalin y avanzado hacia la Unión Soviética, aunque su ejército en Stalingrado había sido rodeado, diezmado y estaba a punto de rendirse, precipitando el desastre en el Frente Oriental. Tras las victorias decisivas en el norte de África, el Pacífico y la guerra aérea en el norte de Europa, la guerra se había vuelto a favor de los países del bando aliado. A partir de mayo de 1942, los nazis habían comenzado su masacre industrializada de los judíos de Europa: la Solución final.
El discurso de Navidad de 1942 es significativo por la luz que arroja sobre el debate académico en curso sobre las políticas de tiempos de guerra de Pío XII en respuesta a lo que más tarde se denominaría como el Holocausto. El enfoque cauteloso de Pío ha sido objeto de controversia. Según la Encyclopædia Britannica, su «declaración más fuerte contra el genocidio fue considerada inadecuada por los aliados, aunque en Alemania lo consideraban un simpatizante aliado que había violado su propia política de neutralidad». Según el preso del campo de concentración, el padre Jean Bernard de Luxemburgo, el trato hacia el clero encarcelado en el cuartel de sacerdotes del campo de concentración de Dachau empeoró cuando el pontífice o los obispos alemanes criticaron a Hitler o los nazis.
Dos papas sirvieron durante el período nazi: Pío XI (1922-1939) y Pío XII (1939-1958). En 1933, Pío XI firmó un Concordato con Alemania, con la esperanza de proteger los derechos de los católicos bajo el gobierno nazi. Hitler no cumplió los términos del Tratado. Según la Encyclopædia Britannica: De 1933 a 1936 [Pío XI] escribió varias protestas contra el Tercer Reich, y su actitud hacia la Italia fascista cambió drásticamente después de que se introdujeron las políticas raciales nazis en Italia en 1938. Pío XI pronunció tres encíclicas papales desafiando los nuevos credos totalitarios desde una perspectiva católica: contra el fascismo italiano Non abbiamo bisogno (1931, "No necesitamos conocerte"); contra el nazismo Mit brennender Sorge (1937, "Con profunda angustia") y contra el comunismo Divini redemptoris (1937, "Divino Redentor"). También desafió el nacionalismo extremista del movimiento Action Francaise y el antisemitismo en los Estados Unidos.
El secretario de Estado de Pío XI, el cardenal Pacelli (futuro Pío XII), realizó unas 55 protestas contra las políticas nazis, incluida su «ideología de raza». Como cardenal, Pacelli ayudó a Pío XI a redactar la encíclica Mit Brennender Sorge, una poderosa crítica de la ideología nazi. Pío XI también encargó una encíclica que demuestra la incompatibilidad del catolicismo y el racismo: Humani generis unitas ("La unidad de la raza humana"). Sin embargo, después de su muerte, el menos conflictivo Pío XII no emitió la encíclica, por temor a que se enemistara con la Italia fascista y la Alemania nazi en un momento en que esperaba actuar como un intermediario de paz imparcial.
Con Europa al borde de la guerra, Pío XI murió el 10 de febrero de 1939 y el cardenal Pacelli fue elegido para sucederlo. Como Secretario de Estado del Vaticano, Pacelli había sido un crítico del nazismo y el gobierno nazi fue excepcional al no enviar un representante a su coronación. Como diplomático cauteloso, siguió el curso de la diplomacia para intentar convencer a los líderes europeos de evitar la guerra.
Tras el estallido de la guerra, Pío XII siguió el precedente del Vaticano y siguió una política de «imparcialidad». A pesar de esta política oficial, pasó inteligencia a los aliados e hizo una serie de condenas generales de racismo y genocidio a lo largo de la guerra, y eligió la diplomacia para ayudar a los perseguidos durante la guerra. Por esto, Hitler lo despreció como un «amante de los judíos» y un chantajista en su espalda, quien creía que restringía a su aliado Mussolini y filtraba correspondencia alemana confidencial al mundo. En gran parte póstumamente (y controvertidamente), Pío XII ha sido criticado por no «hacer lo suficiente» para prevenir el Holocausto, y por otros por permanecer «en silencio» frente a él. Según la Encyclopædia Britannica, las representaciones del papa como antisemita o indiferente al Holocausto nazi carecen de «sustanciación creíble».[cita requerida]
Tras la muerte de Pío XII en 1958, los líderes mundiales lo elogiaron por su actuación en tiempos de guerra. La ministra de Relaciones Exteriores de Israel, Golda Meir, envió un elocuente mensaje: 

Compartimos el dolor de la humanidad (...). Cuando el terrible martirio se abatió sobre nuestro pueblo, la voz del papa se elevó en favor de sus víctimas. La vida de nuestro tiempo se enriqueció con una voz que habló claramente sobre las grandes verdades morales por encima del tumulto del conflicto diario. Lloramos la muerte de un gran servidor de la paz.
Golda Meir

## Recepción contemporánea
La reacción inmediata al discurso fue en general positiva, con la excepción de las víctimas nazis y judías en Polonia. Las críticas diplomáticas a la «autoridad moral» del Vaticano cesaron esencialmente durante un año entero, hasta que comenzaron las deportaciones de los judíos italianos en 1943. Un editorial del New York Times llamó a Pío XII una «voz solitaria que clama desde el silencio de un continente». La encuesta de Phayer sobre fuentes de noticias globales señala que todos los periódicos que cubrieron el discurso lo hicieron de manera positiva, aunque ninguno de ellos lo consideró noticia de primera plana. Tittmann presionó a Pío XII en sus reuniones diplomáticas para ir más allá en sus declaraciones públicas, pero telegrafió en privado al Departamento de Estado que «tomado en su conjunto, el mensaje puede ser considerado como una acusación de totalitarismo. Además, la referencia a la persecución de los judíos y las deportaciones masivas son inconfundibles».
El discurso provocó la reacción más fuerte en la Iglesia católica holandesa. El arzobispo de Utrecht, Johannes de Jong, vio el discurso como una señal para que los católicos confrontaran públicamente al nazismo. Una carta pastoral posterior de los obispos neerlandeses afirmó estar «siguiendo un camino indicado por nuestro Santo Padre, el Papa» y citó la dirección: 

La Iglesia sería infiel a sí misma, dejando de ser madre, si se volviera haciendo oídos sordos a los gritos de angustia de los niños.

 Sin embargo, a diferencia del discurso de Navidad, la carta fue más allá y «citó nombres».
Otros fueron más cautelosos en sus reacciones. El obispo Konrad von Preysing de Berlín estuvo de acuerdo en que el discurso se refería a los judíos, pero lo consideró poco específico. Los polacos católicos creían que el discurso se refería solo a ellos y deseaban que el papa hubiera identificado a los alemanes como los perpetradores. El gobierno polaco en el exilio en Londres permaneció insatisfecho con el discurso, deseando una condena papal «más mordaz», que nombrara a los perpetradores.
El gobierno alemán expresó su descontento por el discurso de Navidad y boicoteó la liturgia papal de la víspera de Navidad. Según Los tres papas y los judíos de Pinchas Lapide, el 27 de diciembre de 1942, el departamento de Praga de la RSHA informó lo siguiente sobre la transmisión de Navidad: 

El Papa ha repudiado el Nuevo Orden Nacional-Socialista Europeo... Está acusando virtualmente al pueblo alemán de injusticia hacia los judíos y se convierte en el portavoz de los criminales de guerra judíos.